# Ars (Creuse)
Ars – miejscowość i gmina we Francji, w regionie Nowa Akwitania, w departamencie Creuse.
Według danych na rok 1990 gminę zamieszkiwało 247 osób, a gęstość zaludnienia wynosiła 11 osób/km² (wśród 747 gmin Limousin Ars plasuje się na 394. miejscu pod względem liczby ludności, natomiast pod względem powierzchni na miejscu 292.).